# Leon Gawanke
Leon Gawanke (* 31. Mai 1999 in Berlin) ist ein deutscher Eishockeyspieler, der seit Mai 2023 bei den Adler Mannheim aus der Deutschen Eishockey Liga (DEL) unter Vertrag steht und dort seit Februar 2024 auf der Position des Verteidigers spielt. Zuvor verbrachte Gawanke fast fünf Jahre in Nordamerika, hauptsächlich in der Organisation der Winnipeg Jets in der National Hockey League (NHL), wo er ausschließlich für das Farmteam Manitoba Moose in der American Hockey League (AHL) auflief.

## Karriere
Gawanke durchlief in seiner Jugend die Nachwuchsabteilung des DEL-Klubs Eisbären Berlin, den Eisbären Juniors Berlin. Dort lief der Verteidiger als 13-Jähriger erstmals für die U16-Mannschaft in der Schüler-Bundesliga auf. Ab der Spielzeit 2013/14 war er dort Stammspieler, in der folgenden Saison debütierte das mittlerweile 15-jährige Talent schließlich in der U19-Mannschaft, die am Spielbetrieb der Deutschen Nachwuchsliga (DNL) teilnahm. Im U19-Team avancierte Gawanke in der Saison 2015/16 zum Stammspieler. In der Hauptrunde bestritt er 41 der 44 Spiele und kam dabei auf 36 Scorerpunkte. Schließlich qualifizierte er sich mit dem Eisbären-Nachwuchs über die Playoffs für das Endrundenturnier, wo die Mannschaft im Finale dem Nachwuchs der Adler Mannheim unterlag. Durch vier Punkte in den vier Endrundenspielen unterstützt, erhielt der Defensivspieler am Turnierende die Auszeichnung als wertvollster Spieler.

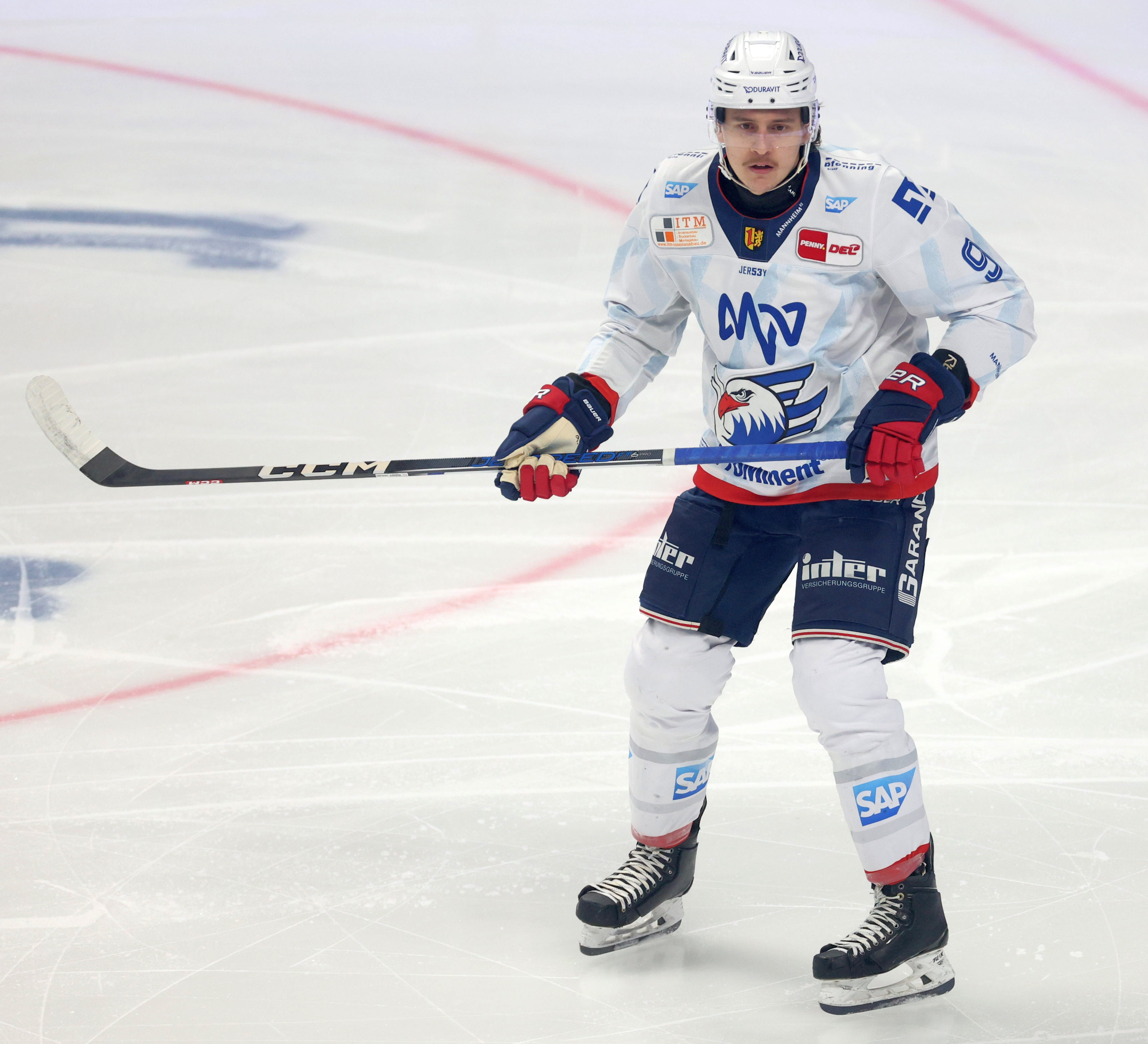
Gawanke im Trikot der Adler Mannheim (2024)

Im Sommer 2016 wurde Gawanke im CHL Import Draft der Canadian Hockey League von den Cape Breton Screaming Eagles aus der kanadischen Juniorenliga Ligue de hockey junior majeur du Québec (LHJMQ) ausgewählt, woraufhin er im Juli seine Zusage gab, nach Nordamerika zu wechseln. Mit Beginn der Saison 2016/17 ging der Deutsche für die Screaming Eagles in der LHJMQ aufs Eis. In seiner Rookiespielzeit sammelte der Offensivverteidiger 32 Punkte in 54 Spielen. Im Juni 2017 wurde Gawanke dann im NHL Entry Draft 2017 in der fünften Runde an 136. Stelle von den Winnipeg Jets aus der National Hockey League (NHL) ausgewählt. Gawanke verblieb allerdings weiter in Cape Breton und bestätigte seine Statistiken aus dem Vorjahr. Nachdem er in der Spielzeit 2018/19 mit 57 Scorerpunkten die drittmeisten Punkte unter allen Abwehrspielern der Liga gesammelt hatte, erhielt er im Mai 2019 einen auf drei Jahre befristeten NHL-Einstiegsvertrag von den Winnipeg Jets.
Bei den Jets wurde Gawanke im Farmteam, den Manitoba Moose, in der American Hockey League (AHL) eingesetzt, für die er in der Spielzeit 2019/20 in 48 Partien auf 26 Scorerpunkte kam. Während der Off-Season im Herbst 2020 kehrte er auf Leihbasis zu seinem Ausbildungsverein, den Eisbären Berlin, zurück. Zur Aufnahme des Spielbetriebs in Nordamerika kehrte der Verteidiger wieder zu den Moose zurück und bestritt zwischen 2021 und 2023 zwei Spielzeiten in der AHL, in denen er zu den offensivstärksten und torgefährlichsten Abwehrspielern der Liga gehörte. Der Sprung in die NHL in den Kader der Winnipeg Jets blieb ihm aber trotz der einjährigen Vertragsverlängerung im August 2022 verwehrt. Nach insgesamt sieben Spielzeiten in Kanada erhielt Gawanke im Mai 2023 einen Vierjahresvertrag bei den Adler Mannheim aus der DEL. Gleichzeitig blieben die Transferrechte des sogenannten Restricted Free Agents in Nordamerika weiterhin bei den Winnipeg Jets, die diese Anfang Juli desselben Jahres im Tausch für den Russen Artemi Knjasew an die San Jose Sharks abgaben. Bei den Sharks unterschrieb der Deutsche wenig später einen Zwei-Wege-Vertrag für die Spielzeit 2023/24, wodurch das abgeschlossene Arbeitspapier mit Mannheim ausgesetzt wurde. Gawanke gehörte ab dem Beginn der Spielzeit dem Aufgebot des AHL-Kooperationspartners San Jose Barracuda an, erhielt bis Mitte Februar 2024 jedoch keine Berufung in den NHL-Kader der Sharks, obwohl er bis dato der punktbeste Abwehrspieler im Kader gewesen war. Er bat daraufhin um die vorzeitige Auflösung des Arbeitsverhältnisses, woraufhin sein mit Mannheim abgeschlossener Vertrag wieder gültig wurde. Diesen verlängerte er nach der Saison 2023/24 um weitere zwei Jahre bis 2029.

### International
Für sein Heimatland kam Gawanke seit 2016 zu Einsätzen für die deutschen Juniorennationalmannschaften. So bestritt er die U18-Junioren-Weltmeisterschaft der Division IA 2016, bei der er mit dem deutschen Team den zweiten Rang belegte und den Wiederaufstieg in die Top-Division verpasste. In fünf Einsätzen bereitete er dabei ein Tor vor. Mit der deutschen U20-Nationalmannschaft bestritt der Verteidiger die U20-Junioren-Weltmeisterschaft der Division IA in den Jahren 2017, 2018 und 2019. Dabei gelang im Jahr 2019 der Aufstieg in die Top-Division. Im Rahmen dieser drei Turniere absolvierte Gawanke 14 Partien und punktete dabei zehnmal. Das Turnier im Jahr 2018 schloss er als Führender der Plus/Minus-Wertung ab.
Sein Debüt für die A-Nationalmannschaft gab Gawanke im Rahmen des Deutschland Cups 2020. In der Folge nahm er an der Weltmeisterschaft 2021, wo das Team den vierten Platz belegte, teil und vertrat sein Heimatland auch bei den Weltmeisterschaften der Jahre 2022 und 2023. Dabei gewann er 2023 die Silbermedaille.

## Erfolge und Auszeichnungen
- 2016 DNL-Vizemeister mit den Eisbären Juniors Berlin
- 2016 Wertvollster Spieler des DNL-Endrundenturniers

### International
- 2018 Beste Plus/Minus-Bilanz bei der U20-Junioren-Weltmeisterschaft der Division IA (gemeinsam mit drei weiteren Spielern)
- 2019 Aufstieg in die Top-Division bei der U20-Junioren-Weltmeisterschaft der Division IA
- 2023 Silbermedaille bei der Weltmeisterschaft

## Karrierestatistik
Stand: Ende der Saison 2024/25

### International
Vertrat Deutschland bei:
| - U18-Junioren-Weltmeisterschaft der Division IA 2016 - U20-Junioren-Weltmeisterschaft der Division IA 2017 - U20-Junioren-Weltmeisterschaft der Division IA 2018 - U20-Junioren-Weltmeisterschaft der Division IA 2019 | - Weltmeisterschaft 2021 - Weltmeisterschaft 2022 - Weltmeisterschaft 2023 |

(Legende zur Spielerstatistik: Sp oder GP = absolvierte Spiele; T oder G = erzielte Tore; V oder A = erzielte Assists; Pkt oder Pts = erzielte Scorerpunkte; SM oder PIM = erhaltene Strafminuten; +/− = Plus/Minus-Bilanz; PP = erzielte Überzahltore; SH = erzielte Unterzahltore; GW = erzielte Siegtore; 1 Play-downs/Relegation; Kursiv: Statistik nicht vollständig)